# يوشيوكي كاواشيما
يوشيوكي كاواشيما (باليابانية: 川島義之؛ بالكانا: かわしま よしゆき) هو عسكري ياباني، ولد في 25 مايو 1878 في إهيمه في اليابان، وتوفي في 8 سبتمبر 1945.